# 秋山準

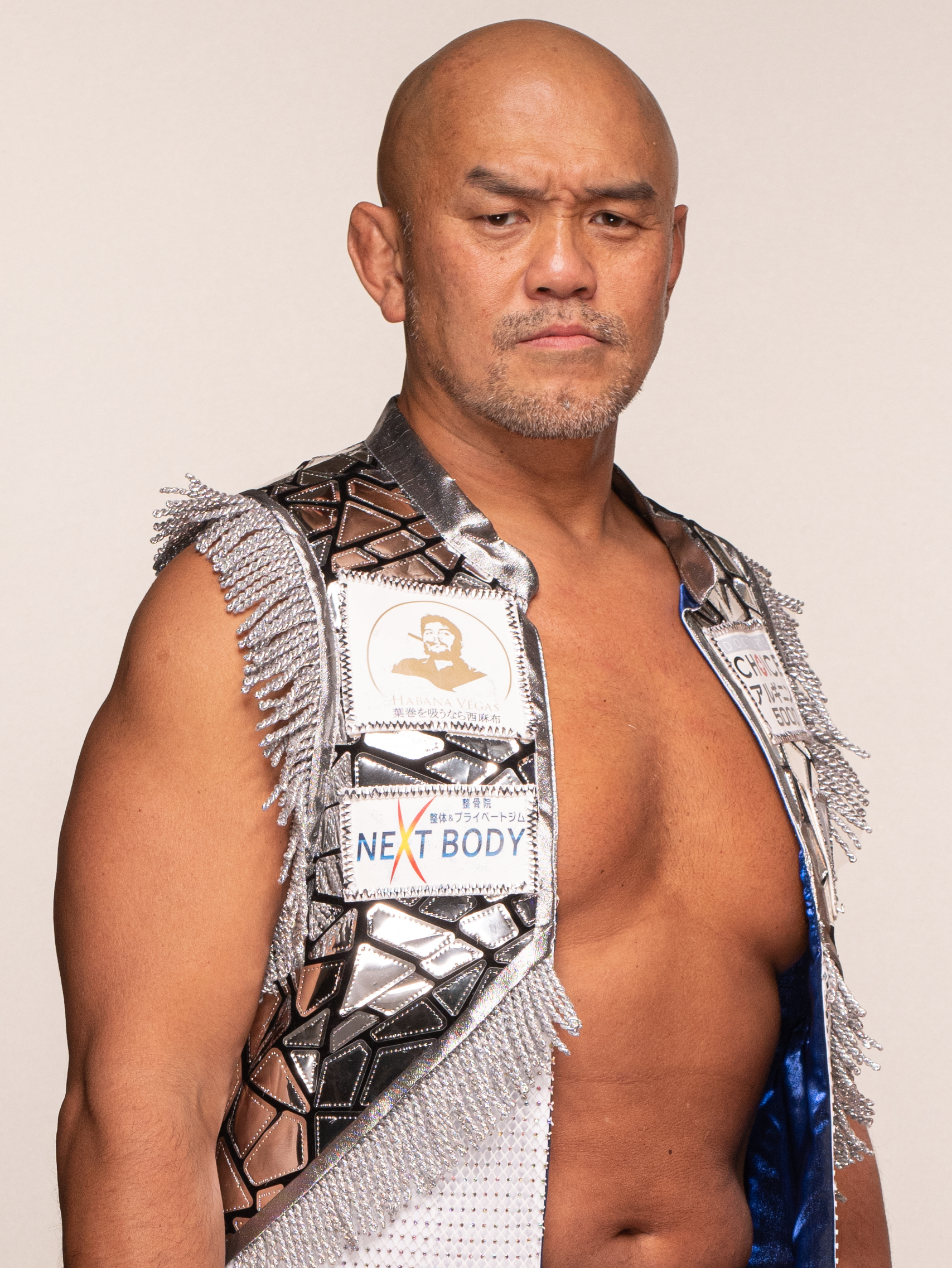
秋山準

秋山準（日語:あきやま じゅん，1969年10月9日—），本名秋山潤，日本职业摔角手。大阪府和泉市人，秋山國際貿易股份有限公司董事長。曾因毫不留情地朝對手受傷的地方進攻的格鬥風格而被稱呼為「冷酷秋山」、「殺手秋山」。現在除了積極參加其他團體的比賽外，秋山也將心血灌輸於培育菜鳥、中堅手上。

## 經歷

### 學生時代
秋山準自高中時期才開始學習摔跤，曾打入自由型式81kg級的全國高中大賽和國家體育大賽。在大學專修摔角時的第一年就奪下全日本學生大賽的準優勝，並於大四開始擔任摔角社的主將。

### 全日本職業摔角聯盟
秋山準本人是巨無霸鶴田的摔角迷，因緣際會先到新日本職業摔角聯盟接受入團測驗，卻吃了閉門羹。後來由於巨人馬場親自引薦，邀請秋山和大學相關人士一同餐敘，一句「沒甚麼好擔心的啦」讓秋山大為感動，因此決定加入全日本職業摔角聯盟。
題外話，馬場幾乎沒有親自引薦任何一位選手進入歷史悠久的全日本職業摔角聯盟。此外，知道秋山準加入全日本這件事的大學校友長州力，對同一所大學的校友、同時也是負責替新日本發掘新人選手的馳浩大為光火，說出「竟然沒有搶下那麼好的年輕人」一話，儘管後來馳浩以「秋山的腰有舊傷，我判斷他沒辦法打職業摔角」為由作出解釋。透過這件事才讓人了解秋山在業餘角力時代起就有偏向職業摔角傾向的稀世才能。
之後秋山準和同期的大森隆男、前輩三澤光晴、小橋建太搭檔奪下雙打冠軍腰帶，成長為該團體的招牌選手。全日本職業摔角聯盟相關人士也以「身型小一號的巨無霸鶴田」稱呼秋山，讓世人看到他的成長。只要教過他一次的招式便能馬上應用於實戰上的靈敏性也和鶴田如出一轍，和全日本摔角的「四天王」並稱「五強」。然而，「五強」這個稱號讓秋山感受到非常大的壓力，因為他自認沒有能讓人尊敬的地方，也覺得自己的技術與經驗仍與四天王有差距，甚至因此得到恐慌症，不過後來順利克服。

#### 1992年
- 正式入門全日本職業摔角聯盟，被期待能成為巨無霸鶴田二世。
- 9月17日，於對小橋健太的比賽出道，敗北，生涯初期隸屬全日本正規軍(又稱鶴田軍)。
- 11月，原本田上明（日语：田上明）的搭檔巨無霸鶴田因B型肝炎無法再擔任主秀選手，隨即代替鶴田與田上搭檔，參加世界最強雙打決定聯盟戰，並獲得第5名。

#### 1993年
- 1月24日，和小川良成搭檔挑戰第59代亞洲雙打冠軍小橋健太、菊地毅（日语：菊地毅）組，是首次挑戰頭銜，挑戰失敗。
- 試煉七番勝負分別與史提夫·威廉斯（英语：Steve Williams (wrestler)）、泰瑞·高提、艾爾·培瑞茲、川田利明、史坦·漢森、強尼·史密斯、三澤光晴進行單打對決，戰績為2勝5敗(擊敗培瑞茲、史密斯)。
- 3月，首度參加冠軍嘉年華系列賽，但未取得任何積分。
- 川田利明脫離超世代軍，和田上明、淵正信、小川良成組成聖鬼軍後，加入三澤光晴的超世代軍。
- 8月31日，和菊地毅搭檔挑戰亞洲雙打冠軍愛國者、老鷹(The Eagle)組，挑戰失敗。

#### 1994年
- 1月29日，參加限定新人參賽的翌檜(あすなろ)盃聯盟戰，於決賽擊敗大森隆男獲得優勝。
- 3月，參加冠軍嘉年華系列賽，獲得第7名。
- 11月，和大森隆男搭檔參加世界最強雙打聯盟戰，獲得第6名。

#### 1995年
- 1月29日，和大森隆男搭檔挑戰第61代亞洲雙打冠軍丹尼·柯洛伐特、道格·法納斯組，挑戰成功，成為第62代亞洲雙打冠軍，且連續防衛成功12次僅次於第25代冠軍吉村道明、安東尼奧·豬木組的15次，與第3代冠軍力道山、豐登組並列第2多。
- 3月，參加冠軍嘉年華系列賽，和前一年一樣獲得第7名。
- 11月，和大森隆男搭檔參加世界最強雙打聯盟戰，獲得第7名。

#### 1996年
- 3月，參加冠軍嘉年華系列賽，獲得第10名。
- 5月23日，和三澤光晴搭檔挑戰第28代世界雙打冠軍川田利明、田上明組，挑戰成功，成為第29代世界雙打冠軍，首次挑戰即奪得頭銜。
- 6月7日，和三澤光晴搭檔接受史提夫·威廉斯、強尼·艾斯組的世界雙打冠軍挑戰，防衛成功，這場比賽成為1996年年度最佳比賽。
- 7月9日，和三澤光晴搭檔接受前任冠軍川田利明、田上明的世界雙打冠軍挑戰，防衛成功。
- 9月5日，和三澤光晴搭檔接受史提夫·威廉斯、強尼·艾斯組的世界雙打冠軍挑戰，防衛失敗失去王座。
- 12月6日，和三澤光晴搭檔參加世界最強雙打聯盟戰，於決賽敗給川田利明、田上明組，獲得第2名。

#### 1997年
- 1月20日，於單打比賽擊敗田上明，是第一次於單打賽擊敗四天王。
- 3月，參加冠軍嘉年華系列賽，獲得第9名。
- 8月26日，和三澤光晴搭檔挑戰世界雙打冠軍史提夫·威廉斯、蓋瑞·歐布萊特組，挑戰失敗。
- 9月6日，首度挑戰三冠王座，對手是第17代三冠王者三澤光晴，挑戰失敗。
- 12月5日，和三澤光晴搭檔參加世界最強雙打聯盟戰，於決賽敗給川田利明、田上明組，吞下2連亞。

#### 1998年
- 1月9日，和大森隆男搭檔接受沃夫·霍克費爾德(台灣翻譯為「野狼」)、強尼·史密斯組的亞洲雙打冠軍挑戰，防衛失敗失去王座，中斷連續12次防衛成功的紀錄。
- 1月26日，挑戰第17代三冠王者三澤光晴，被三澤以首次披露的綠寶石·飛瀑怒濤擊敗，挑戰失敗。
- 4月18日，參加冠軍嘉年華系列賽，於決賽敗給三澤光晴，獲得第2名。
- 5月1日，於全日本首次的東京巨蛋大會和大學學長馳浩進行單打對決，獲勝。
- 7月24日，挑戰第19代三冠王者小橋健太，挑戰失敗。
- 9月11日，正式脫離超世代軍，和小橋健太、志賀賢太郎、金丸義信組成「BURNING」軍團。
- 10月11日，和小橋健太搭檔挑戰第35代世界雙打冠軍川田利明、田上明組，挑戰失敗。
- 12月4日，和小橋健太搭檔參加世界最強雙打聯盟戰，於決賽擊敗循環賽全勝的史坦·漢森、貝達組，獲得優勝。

#### 1999年
- 1月7日，和小橋健太搭檔挑戰第35代世界雙打冠軍川田利明、田上明組，挑戰成功，成為第36代世界雙打冠軍。
- 2月13日，巨人馬場逝世後的第1個大會和小橋健太、志賀賢太郎搭檔參加一日限定6人雙打淘汰賽，第1輪擊敗田上明、淵正信、井上雅央組，決賽擊敗三澤光晴、小川良成、垣原賢人組獲得優勝。
- 3月6日，和小橋健太搭檔接受三澤光晴、小川良成組的世界雙打冠軍挑戰，防衛成功。
- 3月，參加冠軍嘉年華系列賽，和田上明並列第4名。
- 6月9日，和小橋健太搭檔接受強尼·艾斯、巴特·剛恩組的世界雙打冠軍挑戰，被艾斯壓制成功，防衛失敗失去王座。2天後與艾斯進行特別單打對決，只花了3分20秒即獲勝，報了失去頭銜的仇。
- 9月4日，摔角迷票選的5大單打比賽中，「秋山準VS大森隆男」為票選第1名，故於當天壓軸賽與大森隆男單打對決，獲勝。
- 10月23日，和小橋健太搭檔挑戰第39代世界雙打冠軍三澤光晴、小川良成組，並以挑戰失敗即解散Burning軍團為賭注，挑戰成功，成為第40代世界雙打冠軍。
- 10月30日，和小橋健太搭檔接受大森隆男、高山善廣組的世界雙打冠軍挑戰，防衛成功。
- 12月3日，和小橋健太搭檔參加世界最強雙打聯盟戰，並以未打進決賽即歸還世界雙打冠軍頭銜為賭注。最後於決賽擊敗循環賽積分最高的史坦·漢森、田上明組，獲得2連霸。

#### 2000年
- 1月10日，和小橋健太搭檔接受貝達、強尼·史密斯組的世界雙打冠軍挑戰，防衛成功。
- 1月23日，挑戰第24代三冠王者貝達，挑戰失敗。
- 1月31日，於巨人馬場1周年忌大會和三澤光晴、小橋健太搭檔，對戰史坦·漢森、田上明、大森隆男組，獲勝。
- 2月20日，和小橋健太搭檔接受貝達、史提夫·威廉斯組的世界雙打冠軍挑戰，防衛失敗失去王座。之後以為了活絡全日本必須與BURNING為敵的理由脫離BURNING，成立秋山軍，成員包括馬那蓋亞·莫斯曼(即後來的太陽蓋亞)和橋誠。
- 2月27日，於特別單打比賽擊敗三澤光晴，是第2次在單打賽擊敗四天王。
- 3月26日，這年冠軍嘉年華賽程改成單敗淘汰制，挾著一個月前擊敗三澤光晴的氣勢，被認為是優勝候補之一。但卻在第1輪對大森隆男的比賽中僅打了7秒(鐘聲響起後起算)就挨了斧爆彈被壓制成功，爆冷遭淘汰。
- 6月9日，和馬那蓋亞·莫斯曼搭檔對戰小橋健太、志賀賢太郎組，小橋將BURNING的未來下注在這場比賽上。最後壓制志賀成功，BURNING解散。但賽後只表示：「輸了就解散是對方說的，我只是贏了這場比賽而已。」
- 6月13日，於只開了不到10分鐘的董事會中決定退出全日本，秋山軍消滅。
- 6月16日，出席三澤光晴的NOAH職業摔角創團記者會，表示會加入NOAH。

### NOAH職業摔角聯盟
秋山準隸屬於全日本時的代表顏色是藍色，上擂台時也穿著藍色的摔角短褲。轉到NOAH後則以白色為主。據說在秋山離開後，全日本偶而會出現一位穿著和他一樣的藍色服裝並使用相同招式的「冒牌秋山」（當時全日本也馬上出現了一位穿著橘色服裝並和使用相同招式的「冒牌小橋」。這兩位冒牌貨就像在本尊離開前一樣搭檔參賽，事後證明兩人的身分是奧村茂雄和荒谷望譽）。
因小橋建太多次受到傷病影響長期缺賽，三澤光晴、田上明逐漸老化無法再打出全日本時期的比賽內容，同期的選手大森隆男於2002年赴美深造回日本後選擇加入長州力成立的WJ職業摔角聯盟，於是秋山準不僅成為NOAH的招牌選手，且必須背負著必須拉抬團體人氣的責任感的責任，在重大壓力之下受到自律神經失調症所苦，但還是咬牙撐過去了。

#### 2000年
- 8月5日，在NOAH創團大會中和小橋建太搭檔在三戰兩勝制的賽制中分別從三澤光晴、田上明身上奪下勝利(賽前即安排這場比賽勝出的2人隔天進行單打對決)。隔天於壓軸賽中從小橋身上奪下勝利，展露出爆發性的起跑。
- 12月23日，再度與小橋建太進行單打對決，被小橋復仇成功。
- 之後組成「STERNNESS」軍團，與三澤光晴的「WAVE」多次上演軍團對抗。對所屬的橋誠、金丸義信、泉田純等選手下了一番心力栽培。

#### 2001年
- 1月13日，於特別比賽和貝達搭檔，對戰小橋建太、田上明組，獲勝。
- 3月2日，參加橋本真也創立的「ZERO-ONE」旗揚戰，在橋本的擅自安排下，原本堅持不跟三澤光晴搭檔最後還是決定與三澤合作，對戰橋本、永田裕志組，獲勝。然而比賽結束後仍遭橋本追打，雙方陣營大亂鬥。
- 4月11日，參加初代GHC(Global Honored Crown)重量級冠軍淘汰賽，4月1日第1輪擊敗大森隆男，4月8日第2輪擊敗力皇猛，於準決賽敗給三澤光晴。
- 4月15日，和田上明搭檔與發出下剋上宣言的森嶋猛、力皇猛組對戰，獲勝，是生涯唯一一次以長褲造型亮相。
- 7月27日，挑戰初代GHC重量級冠軍三澤光晴，這場比賽採特殊規則，雙方都僅能以數秒3下取勝，最後挑戰成功，成為第2代GHC重量級冠軍，是生涯首度拿下單打冠軍腰帶。
- 9月5日，接受本田多聞的GHC重量級冠軍挑戰，防衛成功。
- 10月8日，參戰新日本東京巨蛋大會和永田裕志搭檔對戰武藤敬司、馳浩組，是首度與武藤對戰，獲勝。
- 10月19日，和齋藤彰俊搭檔參加初代GHC重量級雙打冠軍淘汰賽，第1輪輪空，10月12日第2輪擊敗麥克·摩迪斯特、多諾芬·摩根組，10月17日準決賽擊敗三澤光晴、小川良成組，最後決賽敗給貝達、天蠍星組，無緣初代王者。
- 12月9日，接受貝達的GHC重量級冠軍挑戰，防衛成功。

#### 2002年
- 1月4日，參戰新日本東京巨蛋大會並接受永田裕志的GHC重量級冠軍挑戰，防衛成功。
- 2月17日，在小橋建太復出戰中和永田裕志搭檔，對戰三澤光晴、小橋建太組，獲勝。
- 4月7日，接受小川良成的GHC重量級冠軍挑戰，賽前放話5分鐘內解決對手，沒想到反而僅打了4分20秒就被小川以小包固定取得勝利，防衛失敗失去王座。
- 5月9日，和金丸義信搭檔對戰NO FEAR大森隆男、高山善廣組，賽前以麥克風挑撥大森說高山背地裡在找新的搭檔，最後大森對隊友高山使出斧爆彈，形成無效比賽，NO FEAR就此解散。
- 6月12日，於大森隆男赴美深造前擔任壯行戰對手，打滿10分鐘平手。
- 9月23日，和齋藤彰俊搭檔挑戰第4代GHC重量級雙打冠軍森嶋猛、力皇猛組，挑戰成功，成為第5代GHC重量級雙打冠軍。
- 10月19日，和齋藤彰俊搭檔接受小橋建太、志賀賢太郎組的GHC重量級雙打冠軍挑戰，防衛成功。

#### 2003年
- 3月，在日本公開的電影「力道山」中演出遠藤幸吉一角。
- 4月5日，和齋藤彰俊搭檔接受森嶋猛、丸藤正道組的GHC重量級雙打冠軍挑戰，防衛成功。
- 6月6日，和齋藤彰俊搭檔接受小橋建太、本田多聞組的GHC重量級雙打冠軍挑戰，防衛失敗失去王座。
- 7月16日，永田裕志參戰NOAH，再度與永田單打對決，但僅打不到10分鐘即被永田以自己的終結技鎖單臂式內背摔擊敗。
- 8月17日，參加新日本2003年G1系列賽，於決賽敗給天山廣吉獲得第2名。

#### 2004年
- 4月18日，指定曾在單打比賽讓自己吃敗仗的佐野巧真擔任第1位Global Hardcore Crown(俗稱白GHC或GHC無差別級頭銜)挑戰者，防衛成功。
- 5月14日，擔任KENTA「蹴擊」7番勝負第3戰的對手，獲勝。
- 7月10日，挑戰第6代GHC重量級冠軍小橋建太，挑戰失敗，這場比賽成為2004年年度最佳比賽。
- 10月16日，接受丸藤正道的白GHC冠軍挑戰，最後因為場外出局落敗，防衛失敗失去王座。
- 2004年起在「職業摔角週刊」（ベースボール・マガジン社）中刊載的專欄「NOAHがわかる、NOAHがかわる」（剛開始是每週一回，2005年起則是隔週刊載），報導著NOAH所屬選手不為人知的一面及下期系列賽的重點。2006年起標題則換為「黑豬日記」，以泉田為主角、秋山為「豬記者」刊載著和專門採訪NOAH記者們的對話集與替泉田相親的企畫。「NOAHがわかる、NOAHがかわる」在「黑豬日記」連載5回結束後復活。但該專欄如秋山預告所言，於第77回連載結束。（當時秋山在專欄內說「清爽的專欄將在下期登場」，之後便由隸屬於DRAGON GATE的CIMA接手）。

#### 2005年
- 3月5日，和森嶋猛搭檔對戰天龍源一郎、鈴木實組，是首次與巨無霸鶴田的宿敵天龍對戰，敗北。賽前森嶋入場時還使用巨無霸鶴田的入場音樂「J」。
- 4月1日，自任董事長開了一家公司，同年9月開始賣起名為「+波動水」的天然水。三澤光晴和仲田龍等NOAH的高層人士認為「秋山是為了退休後的出路著想」，而成為其事業中的一環。
- 4月24日，天龍源一郎參戰NOAH後首度與天龍搭檔出賽，對戰小橋建太、潮崎豪組，獲勝。
- 7月18日，和橋誠搭檔挑戰第10代GHC重量級雙打冠軍丸藤正道、鈴木實組，挑戰失敗。

#### 2006年
- 1月8日，在和田上明的GHC重量級冠軍戰的前哨戰中，剛開賽便以內背摔、跳躍式膝擊之後馬上壓制，0分12秒便將田上擊敗。之後電視台以播放時間還有剩為由要求再打一場，最後志賀賢太郎在15分00秒時以後方回轉式蝦式固定成功壓制菊地毅。此外秋山獲勝的那場在正常狀況下是第8場比賽，志賀贏的比賽被視為是追加的第9場比賽。
- 1月22日，挑戰第8代GHC重量級冠軍田上明，最後跳躍式膝擊獲勝，挑戰成功，在睽違3年9個月後再度成為GHC重量級冠軍(第9代)。
- 3月5日，接受鈴木實的GHC重量級冠軍挑戰，防衛成功。
- 4月23日，接受井上雅央的GHC重量級冠軍挑戰，防衛成功。
- 7月16日，於高山善廣復出戰中和三澤光晴搭檔，對戰高山善廣、佐佐木健介組，獲勝。
- 9月9日，接受丸藤正道的GHC重量級冠軍挑戰，防衛失敗失去王座。賽前便和菊地毅說好了要是輸了這場比賽就得回到暖場賽。
- 10月13日，穿著相隔6年3個月的藍色摔角褲於暖場賽亮相跟菊地毅單打對決，獲勝。

#### 2007年
- 4月1日，和力皇猛搭檔挑戰第13代GHC重量級雙打冠軍森嶋猛、穆罕默德·尤內組，挑戰成功，成為第14代GHC重量級雙打冠軍。
- 4月28日，和力皇猛搭檔接受杉浦貴、高山善廣組的GHC重量級雙打冠軍挑戰，防衛成功。
- 12月2日，於小橋建太復出戰中和三澤光晴搭檔，對戰小橋建太、高山善廣組，獲勝。這場比賽成為2007年年度最佳比賽。

#### 2009年
- 3月1日，在日本武道館挑戰第13代GHC重量級冠軍佐佐木健介，以封印許久的變形冷徹星塵α挑戰成功，成為第14代GHC重量級冠軍。
- 4月19日，接受潮崎豪的GHC重量級冠軍挑戰，防衛成功。
- 5月17日，以GHC重量級冠軍姿態與時任GHC次重量級冠軍KENTA進行單打對決，獲勝。
- 6月14日，三澤光晴於擂台意外身亡後隔天，因椎間盤突出宣布歸還GHC重量級冠軍頭銜，並讓前一位挑戰者潮崎豪與原本的挑戰者力皇猛對決，最後潮崎成為第15代GHC重量級冠軍。

#### 2010年
- 5月2日，於世界規模聯盟戰(Global League)擊敗杉浦貴打進決賽，但在同一天進行的決賽敗給高山善廣，獲得第2名。
- 8月22日，挑戰第16代GHC重量級冠軍杉浦貴，挑戰失敗。

#### 2011年
- 3月，以NOAH所屬選手的身分參加全日本冠軍嘉年華系列賽，最後以B組第2名無緣決賽。
- 4月，與齋藤彰俊搭檔勝出地球規模雙打聯盟戰(Global Tag League)。
- 8月6日，挑戰第17代GHC重量級冠軍潮崎豪，挑戰失敗。
- 8月27日，參加東日本大震災慈善巡迴賽(ALL TOGETHER)，和佐佐木健介搭檔對戰相隔9年後再度搭檔的NO FEAR大森隆男、高山善廣組，獲勝。
- 10月23日，參戰全日本挑戰第43代三冠王者諏訪魔，挑戰成功，成為第44代三冠王者，也是首次取得三冠頭銜，並達成了第一位以NOAH選手身分戴上三冠重量級腰帶的創舉。賽後表示經過如此長的時間，總算是達成這個夢想，想起巨人馬場過去的的諄諄教誨也感受到腰帶的沉重。
- 11月27日，在NOAH的擂台上接受太陽蓋亞的三冠挑戰，防衛成功。

#### 2012年
- 1月22日，和齋藤彰俊搭檔挑戰第22代GHC重量級雙打冠軍巨人巴奈德、卡爾·安德森組，挑戰成功，不僅成為第23代GHC重量級雙打冠軍，也順利奪回流失到新日本的腰帶。
- 2月3日，接受大森隆男的三冠挑戰，防衛成功。
- 2月19日，參加第2回東日本大震災慈善巡迴賽(ALL TOGETHER)，和大森隆男搭檔對戰武藤敬司、小橋建太組，敗北。
- 3月18日，和齋藤彰俊搭檔接受潮崎豪、武藤敬司組的GHC重量級雙打冠軍挑戰，防衛成功。
- 3月20日，接受武藤敬司的三冠挑戰，防衛成功。
- 4月29日，和齋藤彰俊搭檔以GHC重量級雙打冠軍之姿參加2012年地球規模雙打聯盟戰，於最後一場系列賽敗給丸藤正道、穆罕默德·尤內組，比較積分後獲得第3名，無緣2連霸。
- 5月9日，和齋藤彰俊、潮崎豪、鈴木鼓太郎、青木篤志組成「S‧A‧T」(サット)軍團，自NOAH退團後解散。
- 7月1日，接受太陽蓋亞的三冠挑戰，防衛成功。
- 7月22日，和齋藤彰俊搭檔接受來自TNA的薩摩亞·喬、馬格納斯組的GHC重量級雙打冠軍挑戰，防衛失敗失去王座，腰帶流失到TNA。
- 8月26日，接受船木誠勝的三冠挑戰，只打了不到5分鐘即防衛失敗失去王座。
- 10月8日，挑戰GHC重量級冠軍森嶋猛，挑戰失敗。
- 12月3日，因小橋建太被解雇一事決定不續約於NOAH。
- 12月19日，NOAH確定將於12月24日後退團。
- 12月24日，與自己的學生青木篤志進行單打對決，獲勝，完成在NOAH的最後一場賽事。

### 全日本職業摔角聯盟 再入團

#### 2013年
- 2月，參戰全日本職業摔角聯盟，與同時退出NOAH加入全日本的潮崎豪、金丸義信、鈴木鼓太郎、青木篤志組成「BURNING」，初期以自由選手身分參賽。
- 3月，參戰全日本冠軍嘉年華系列賽，於決賽擊敗KAI首度獲得優勝。
- 5月11日，於小橋建太引退賽中和小橋建太、佐佐木健介、武藤敬司搭檔，對戰金丸義信、KENTA、潮崎豪、MAYBACH谷口(即谷口周平)組，獲勝，替小橋的選手生涯畫下句點。
- 6月30日，挑戰第46代三冠王者諏訪魔，挑戰失敗。
- 7月5日，5位BURNING成員正式入團。
- 11月，和大森隆男搭檔參加世界雙打冠軍聯盟戰，獲得第3名。

#### 2014年
- 1月26日，和金丸義信搭檔挑戰第92代亞洲雙打冠軍鈴木鼓太郎、青木篤志組，挑戰成功，成為第93代亞洲雙打冠軍。
- 3月，參加冠軍嘉年華系列賽，於決賽敗給大森隆男無緣連霸，大森首度獲得優勝。
- 4月29日，和金丸義信搭檔接受入江茂弘、石井慧介組的亞洲雙打冠軍挑戰，防衛失敗失去王座。
- 6月15日，第47代三冠王者曙因健康問題歸還頭銜，於第48代三冠王者決定戰對決大森隆男，敗北。
- 7月1日，就任全日本職業摔角聯盟社長。雖然已經預料到擔任社長是很艱難的事情，不過實際上任後才知道以前三澤光晴有多辛苦。
- 11月，和大森隆男搭檔參加世界雙打冠軍聯盟戰，於決賽擊敗潮崎豪、宮原健斗組，獲得優勝。

#### 2015年
- 3月，參加冠軍嘉年華系列賽，和喬·多林並列B組第3名。
- 11月1日，挑戰第52代三冠王者曙，挑戰成功，成為第53代三冠王者。
- 11月，和大森隆男搭檔參加世界最強雙打聯盟戰，和西村修、KONSO組，吉江豐、入江茂弘組與石川修司、星誕期組共4組並列第3名。

#### 2016年
- 1月2日，接受諏訪魔的三冠挑戰，防衛失敗失去王座。
- 3月，參加冠軍嘉年華系列賽，和波狄格、超級虎面並列A組第4名。
- 7月23日，挑戰第55代三冠王者宮原健斗，挑戰失敗。
- 11月，和劍道卡辛搭檔參加世界最強雙打聯盟戰，獲得B組第2名無緣決賽。

#### 2017年
- 10月21日，這天是出道25週年紀念大會(和大森隆男一起)，於世界雙打冠軍決定戰中與大森搭檔，對戰關本大介、伊東龍二組，獲勝，成為第78代世界雙打冠軍。
- 11月，和大森隆男搭檔參加世界最強雙打聯盟戰，和宮原健斗、芳龍(ヨシタツ，本名山本尚史)組，野村直矢、青柳優馬組及喬·多林、太陽蓋亞組共4組並列第3名。

#### 2018年
- 2月3日，和永田裕志搭檔取得第104代亞洲雙打腰帶。
- 3月，參加冠軍嘉年華系列賽，和諏訪魔、宙斯並列B組第2名。
- 7月29日，和永田裕志搭檔接受前任冠軍野村直矢、青柳優馬組的亞洲雙打冠軍挑戰，防衛失敗失去王座。
- 9月1日，參戰丸藤正道出道20周年紀念大會，和青木篤志搭檔對戰杉浦貴、原田大輔組，打滿30分鐘平手。
- 11月，和關本大介搭檔參加世界最強雙打聯盟戰，和諏訪魔、石川修司組，真雙拳號、KAI組及帕龍、奧丁森組共4組並列第2名。

#### 2019年
- 6月3日，弟子青木篤志因交通事故身亡，隔天接受媒體訪問時悲慟不已。
- 7月8日，卸任全日本摔角社長職務。
- 11月，原本未參加世界最強雙打聯盟戰，因喬·多林的搭檔迪蘭·詹姆斯受傷而頂替參賽，獲得第3名。

#### 2020年
- 3月2日，原受WWE邀請於5月12~22日赴美擔任客座教練，因2019冠狀病毒病美國疫情取消[2]。

### DDT職業摔角聯盟

#### 2020年
- 5月9日，擔任DDT的客座教練，並以選手身分參戰。
- 7月1日，成為DDT的「租借」選手。
- 8月15日，參戰青木篤志紀念大會，和淵正信、田村男兒、SUSHI搭檔對戰大森隆男、岩本煌史、黑面歡迎光臨（ブラックめんそーれ）、西村修組，是最後一次以全日本所屬選手身分參戰全日本大會，敗北。
- 12月27日，參戰DDT的「D王GRAND PRIX 2021」聯盟戰，以B組第1名之姿擊敗A組第1名竹下幸之介，獲得優勝。
- 12月31日，與全日本選手契約到期後不續約。

#### 2021年
- 2月12日，參戰NOAH暌違多年的日本武道館大會，和丸藤正道搭檔對戰清宮海斗、稲村愛輝組，敗北。
- 2月14日，挑戰第75代KO-D無差別級冠軍遠藤哲哉，挑戰成功，成為第76代KO-D無差別級冠軍。
- 2月15日，正式入團DDT職業摔角，除了以選手身分參加比賽外，還擔任主教練職務。
- 3月28日，接受樋口和貞的KO-D無差別級冠軍挑戰，防衛成功，賽後指名男色迪諾當下次的挑戰者。
- 4月11日，與男色迪諾於KO-D無差別級冠軍頭銜戰對決，防衛成功。
- 5月8日，開設個人YouTube頻道「秋山準【公式】エクスプロイにゃあ」。
- 6月6日，接受HARASHIMA的KO-D無差別級冠軍挑戰，防衛成功。
- 8月21日，接受竹下幸之介的KO-D無差別級冠軍挑戰，防衛失敗失去王座。

#### 2022年
- 3月20日，這天是DDT旗揚25週年紀念大會，在自己出道30年紀念比賽中和大森隆男搭檔，對戰樋口和貞、岡田英樹組，獲勝。
- 6月12日，在多個團體合辦的「CyberFight Festival 2022」大會中，於「NOAH VS DDT對抗戰」和遠藤哲哉、樋口和貞搭檔，對戰中嶋勝彦、小峠篤司、稲村愛輝組，對於中嶋以呼巴掌讓遠藤腦震盪失神致使比賽僅打6分20秒即因裁判叫停而結束的行為相當不滿，於擂台上怒視中嶋。數天後以自己於出道約第2~3年時曾經連續3場比賽腦震盪為借鏡，希望不要再出現這種危險的頭部攻擊方式。遠藤因此被迫缺賽數個大會，且因無法參加「KING OF DDT 2022」系列賽而歸還KO-D無差別級王座。
- 8月20日，和赤井沙希搭檔對戰克里斯·布魯克斯、朱崇花組，是生涯首度參加男女混合雙打比賽，獲勝。
- 9月18日，於出道30週年紀念大會和金丸義信、遠藤哲哉搭檔，對戰永田裕志、竹下幸之介、勝俣瞬馬組，獲勝。

## 入場曲
- 初代: U. S. FINAL BATTLE…出道～1996年左右。
- 第二代: SHADOW EXPLOSION…1996年左右～，和STERNNESS交替使用。
- 第三代: STERNNESS…2001年10月6日～，和SHADOW EXPLOSION交替使用。

## 主要得意招式
通常秋山會用他的靈巧讓場子熱起來，然後直接讓比賽結束。只會在對上小橋或是具有實力的選手及與往年四天王同等級的對手秋山才會發揮他的冷酷。對以帶著私人情緒向他進攻的菜鳥選手則是會以非常嚴酷的攻擊好好地「照顧」他們一番。秋山是名不管在格調、比賽掌控感、體格、技術上都屬一流的全能型選手。

#### 內背摔
和對手面對面，右手抓住對手肩口左手則從大腿外側環抱住對手的跨下，接著從反方向摔出去的變形式裏投。施招者不僅能對衝過來的對手使用，還能夠依照自己的意思調整落地角度算是十分好用的招式。秋山藉由這招登上頂級摔角手的說法可是一點也不為過。被喻為受身天才的三澤光晴：「秋山的翻摔技（內背摔）和一般不同是從側面摔下的，很難受身。老實說這招很難對付」。
大致上來說內背摔還有雪崩式、斷崖式等版本，但由於太過危險秋山有一段時間還曾將這兩招封印（三澤被雪崩式內背摔摔成脖子重傷）。斷崖式只在2000年和三澤一戰、2004年東京巨蛋和小橋一戰、2007年和穆罕默德尤內一戰共出現過3次。不過小橋那次可是從角柱頂端超級危險的狀況下使出的。新日本的飯塚高史的「冰雪風暴」則是屬於起手式和內背摔左右相反的招式。最近秋山的內背摔常以急角度將對手摔下。

#### 鎖單臂式內背摔
施招者利用繞過對手跨下的左手抓住對手的左手，形成無法受身的狀態後再往後摔出的內背摔。由於對手的左手是從跨下被制住，因此會像是急角度的正面翻摔一樣將對手的腦門及後腦以銳角插向擂台，威力非常驚人。通常只要這招一出比賽就一定會結束，但最近越來越多選手都能撐過這招。此外秋山也很積極地對年輕選手使出鎖單臂式內背摔。

#### 變形鎖單臂式內背摔
鎖單臂式的漁人式翻摔。雖跟後述的冷徹星塵γ十分類似，但此招並不是垂直落下型摔技。和冷徹星塵γ不同點在於秋山會以後腰橋翻摔的姿勢將對手摔出，屬於翻摔技。2007年1月對潮崎豪首度使出，之後也偶而會使用。

#### 冷徹星塵α
鎖單臂式的漁人式落下技。到目前為止秋山只對志賀賢太郎、丸藤正道、穆罕默德尤內使出這招（丸藤和尤內則是類似垂直落下的γ版）。這招也是志賀長期脫離戰線的主因，而讓秋山非常後悔，因此成為半封印狀態。目前可視為在秋山的摔技中最具威力的一招。

#### 冷徹星塵γ
屬於和α同樣的鎖單臂式的漁人式落下技。Α式施招者在鎖單臂後以類似烈焰槌的方式將對手摔下，這招雖名為鎖單臂但卻是以普通的漁人式落下技的方式摔出對手。最近的摔法雖變多，但事實上此招式只用過一次。在賽後戰績則是標示為冷徹星塵α。

#### 正面式鎖頸
正面是鎖頸技與胴絞的複合招式。十分難以活動，對手中了這招後幾乎無法脫困可稱為絞技的完成型。在NOAH的創團大會中秋山以這招勒昏三澤光晴，隔日的單打賽也以這招擊敗小橋。此外持續使用這招的話對手的身體便會倒下，威力也因此減弱，目前只單純地當成削減對手體力的招式。三澤：「沒有逃脫的方法」。但小橋曾以蠻力硬是掙脫這招的箝制，但當實秋山並沒有制住小橋的右手直接使出鎖頸技而讓小橋能以雙手施力脫困。最近漸漸看不到秋山使出這招。

#### 鱈場蟹鎖頸
正面式鎖頸的衍生招式。首先以監獄固定的方式制住對手的腳，再使出正面式鎖頸。對手的腳因此無法自由行動，再加上正面式鎖頸讓上半身動彈不得。乍看之下是很完美的招式，但出招時要花費相當多的時間，且鎖住對手的腳的時候對手的上半身仍可自由行動。正因如此秋山在2004年和小橋在東京巨蛋單挑時吃了好幾發的逆水平劈擊，秋山雖拼命咬牙苦撐但最後還是沒辦法完整使出這招。鱈場蟹鎖頸的名稱是從小橋的秘密特訓而來的。

#### 跳躍式膝擊
衝向對手再以跳躍膝擊朝對手的脖子進攻的招式。若林健治播報員會習慣性地在秋山使出這招時大喊：「由巨無霸鶴田所傳授！」。但秋山使出這招的角度卻比鶴田來得「嚴酷」。這也正是表現出秋山的「STERNNESS（冷徹）」，據說鶴田本人也對秋山提出「秋山老弟比較適合這種方式」的建議才會形成現在這種出招方式。秋山也會以低空、朝後腦攻擊等方式出招。這也是秋山本人對鶴田的崇拜而大為珍惜的招式。

#### 藍色閃電
從後方抱住對手，以跳躍式炸彈摔的方式將對手摔下的招式。是秋山在全日本時代初期的終結技，並以他的註冊商標藍色命名。目前橋誠以「金剛閃電」的名稱傳承。

#### 永田鎖II
地面式鎖單臂顏面鎖，是新日本職業摔角聯盟的永田裕志的得意招式。2001年10月8日新日本東京巨蛋大會秋山決定和永田搭檔時，公開練習中由永田正式傳授此招式。秋山也以傳授永田自己的必殺技內背摔的訣竅作為回禮。

#### ネックアンドアームブリッジ
別名虐橋技，橋殺。秋山成為第二代GHC王者時曾以此招逼貝達投降並成功衛冕的戰績。抓住對手的一隻手臂後以槓桿原理鎖住對手的脖子。屬於能和跟佐佐木健介的Strangle Hold α造成同樣傷害的招式，但此招卻是以腕挫逆十字固的形式

#### 北斗原爆固定
秋山大學學長馳浩所開發的變形正面式翻摔。以串刺式肘擊後再使出此招的情況最為常見。最近秋山比較常使用內背摔的緣故，並不常使用這招。

#### 龍捲腳
抓住對手的腳後進行迴轉，對膝蓋造成傷害的招式。秋山過去也曾使用過擂臺邊緣的斷崖式 。
戈奇式打樁機坐擊
秋山在全日時代常用這招。和一般的戈奇式打樁機坐擊不同點在於秋山出招時會讓對手的臉朝向自己（栽墓碑落下技）的姿勢為特徵。

## 主要獲得冠軍頭銜

### NOAH職業摔角聯盟
GHC重量級王座
第2代（防衛3回）
第9代（防衛2回）
第14代（防衛1回）
GHC雙打王座
第5代（防衛5回）、第23代（防衛3回），搭檔：齋藤彰俊
第14代（防衛3回），搭檔：力皇猛
GHC無差別級王座
初代（防衛6回）
Global Tag League
2011年，優勝。搭檔：齋藤彰俊

### 全日本職業摔角聯盟
世界雙打王座
第29代（防衛2回），搭檔：三澤光晴
第36代（防衛1回）、第40代（防衛2回），搭檔：小橋健太
第65代（防衛3回），搭檔：潮崎豪
第67代（防衛3回）、第68代（防衛2回）、第78代（防衛0回），搭檔：大森隆男
亞洲雙打王座
第62代（防衛12回），搭檔：大森隆男
第93代（防衛3回），搭檔：金丸義信
第104代（防衛2回），搭檔：永田裕志
三冠重量級王座
第44代（防衛4回）
第53代（防衛0回）
GAORA電視錦標賽
第15代
翌檜杯聯盟戰
1994年，優勝
冠軍嘉年華
2013年，優勝
世界最強雙打決定戰
1998年、1999年，優勝。搭檔：小橋健太
2014年，優勝。搭檔：大森隆男

### DDT職業摔角聯盟
アイアンマンヘビーメタル王座
第1001代、第1003代、第1005代
KO-D無差別級王座
第76代（防衛3回）
D王 GRAND PRIX
2021年，優勝

### 職業摔角大賞
1992年，新人賞
1998年，敢鬥賞
1999年，最優秀雙打隊伍賞。搭檔：小橋健太
2000年，殊勳賞
2001年，殊勳賞
2003年，技能賞
2004年，年度最佳比賽賞。(2004年7月10日GHC重量級頭銜戰，小橋建太VS秋山準)
2007年，年度最佳比賽賞。(2007年12月2日小橋建太復出戰，三澤光晴、秋山準VS小橋建太、高山善廣)
2011年，殊勳賞

## 個性
在新人時期曾因沒把襯衫的下襬紮進褲子裡被巨人馬場提醒後，以「馬場先生，現在這樣穿是流行啊」向馬場回嘴。當其他選手因其對全日本中至高無上的馬場如此回應而大吃一驚時，被馬場認為日後必定大有可為。（曾於馬場時代加入全日本的選手，大多都會把衣服下擺紮進褲子裡）。
以備受矚目之姿加入全日本，在菜鳥時期也因每天極為嚴苛的修行及前輩的忌妒心而感到吃不消。當時對他說「遇到什麼困難的話就跟我聊聊吧」這句話的人不是別人正是小橋健太。在自己「人生中最吃力的時候」助他一臂之力的小橋，也就此為兩人的歷史揭開序幕。日後回顧在出道時和小橋對戰的情形曾說：「我什麼都沒做」，完全被小橋引導著打完整場比賽。1996年小橋和原本的搭檔三澤光晴拆夥後，原本比較想和小橋搭檔，但還是被三澤留在超世代軍，直到1998年9月正式脫離，和小橋成立「BURNING」，和三澤、小川良成的「Untouchable」、川田利明、田上明的「聖鬼軍」以及高山善廣、大森隆男的「No Fear」展開一場又一場的激戰，並2度成為世界雙打冠軍。NOAH時期常說「因為有小橋兄在NOAH才是最棒的團體」、「我從NOAH退休的時候就小橋兄退休的時候」，以及在首次打敗三澤當上GHC冠軍時還為了因傷長期脫離戰線的小橋說出「我會衛冕冠軍直到小橋兄回來為止」等等發言，足以看出是打從心底尊敬小橋，小橋一直出現在自己的職摔人生中。2012年小橋被NOAH不續聘並決定引退的同時，也從NOAH退團。
在第2度奪下GHC重量級冠軍時沒有把腰帶繫在腰上，理由是「到打敗小橋兄為止我都不繫冠軍腰帶」，打從內心明白就算自己當上冠軍，小橋建太還是最強的存在。
和同樣尊敬小橋建太的KENTA可說是水火不容。當兩人交鋒時常夾帶私人情緒並冷酷無情地攻擊彼此，嫌隙非常深。甚至被KENTA稱呼為『秋山氏』、『白內褲』。不過當在雜誌的訪談裡被問到「丸藤正道和KENTA兩人誰比較有未來」時說出「他用自己的身體拼命奮戰，KENTA比較有未來性可言」，對KENTA表示認同。後來在2009年10月3日三澤光晴追悼系列賽中兩人首度搭檔出賽，對戰相隔9年再度搭檔的聖鬼軍田上明、川田利明組。
和全日本四天王的單打對戰中，唯一未贏過川田利明，僅曾於雙打比賽取得壓制勝。全日本時期也不太欣賞川田的性格與比賽方式。
雖然以沉著冷靜著稱，但也曾有幾次因一時不慎而在大比賽中落敗的狀況，包括2000年3月26日對大森隆男、2002年4月7日對小川良成及2006年9月9日對丸藤正道。之後以「我是根據對戰對手的不同，所發揮出的幹勁也有所不同」作解釋。
雖然在擂台上以極為嚴苛的戰鬥方式聞名，但私底下是個「希望能把所有能夠買給孩子的東西買來送給他」，愛子心切的好爸爸。除此之外，也是個很喜歡動物的人，曾參加「どうぶつ奇想天外」節目的錄影。其個人YouTube頻道名稱「秋山準【公式】エクスプロイにゃあ」即是以自己的招式內背摔與貓叫聲結合。
NOAH時期曾有一些創意的想法，2004年3月仿照GHC(Global Honored Crown)的名稱設立Global Hardcore Crown頭銜，因冠軍腰帶顏色為白色且無量級限制，所以又稱白GHC或GHC無差別級王座，自己擔任管理委員長及初代冠軍，由社長三澤光晴擔任最高顧問。當初的想法是希望能在比較不會安排頭銜戰的地方大會也能有頭銜戰，而且包括比賽時間、比賽規則及平手時如何決定冠軍所屬都可以由冠軍、挑戰者及管理委員長三方討論後決定。如第1場防衛戰對佐野巧真時，規定自己只能以數秒3下取勝，佐野只能以對手投降取勝。在第2次的防衛戰中，指定自己口中的「NOAH健康俱樂部」川畑輝鎮、泉田純、井上雅央挑戰(因為覺得他們只是為了維持健康才打摔角的「NOAH二軍」)。打敗一人只能算防衛1/3次，要打敗3人才算防衛成功1次，最後順利打敗3人增加1次防衛成功。同年9月23日在和小橋建太進行多人雙打比賽，賽前和小橋約定輸的人要角色扮演裴勇浚，最後小橋因場外出局敗北，並依約定以裴勇浚於冬季戀歌的造型亮相。

## 相關資料
- Akiyama International Communication
- 秋山社長の徒然日記